# Departamentul Dola
Departamentul Dola este un departament din provincia Ngounié  din Gabon. Reședința sa este orașul Ndende.